# عبد الرحمن محمد النعيمي
عبد الرحمن محمد النعيمي سياسي ومناضل بحريني ولد في مدينة الحد في البحرين عام 1944. حائز على بكالوريوس هندسة ميكانيكية من الجامعة الأميركية في بيروت عام 1966. هو أول رئيس لجمعية العمل الوطني الديمقراطي البحرانية وتبوأ منصب الأمين العام للجبهة الشعبية في البحرين. وتوفي في 1 سبتمبر عام 2011.

## عمله ونشاطه السياسي
عمل مهندساً في محطة الكهرباء بالجفير لمدة سنتين، وتعرض للاعتقال بعد الإضراب الشهير لعمال الكهرباء، واضطر بعدها إلى مغادرة البحرين في نهاية العام 1968، ولمدة ثلاثة وثلاثين عاماً بسبب مشاركته في ثورة ظفار الشيوعية في سلطنة عمان حيث عاد بعد العفو العام الذي أصدره الملك في فبراير 2001. التحق بالعمل السياسي منذ العام 1961 في حركة القوميين العرب، ثم الجبهة الشعبية في البحرين حيث أصبح أميناً عاماً لها منذ العام 1974. وقاد عملية تأسيس أول جمعية وطنية تضم كافة أطياف التيار القومي والتقدمي عام 2001، وأصبح أول رئيس لجمعية العمل الوطني الديمقراطي في أكتوبر 2001.

## كتاباته
له العديد من الدراسات والكتب المتعلقة بالصراع السياسي في البحرين والخليج العربي والوطن العربي. وأسهم في الكثير من المؤتمرات الإقليمية والقومية والعالمية. له العديد من المقالات والدراسات حول الأوضاع المحلية والقومية، ويأتي من أبرزها:
- هجمة أغسطس عام 1975،
- الطبقة العاملة ستفشل قانون أمن الدولة.
- الحركة الوطنية أمام تحديات مجلس التعاون الخليجي.
- الصراع على الخليج العربي.
- موضوعات الإصلاح السياسي في البحرين.[5]
- الازمة الدستورية.
- مستقبل الديمقراطية في البحرين.[6]